# Simodera halterata
Simodera halterata är en insektsart som beskrevs av Karsch 1891. Simodera halterata ingår i släktet Simodera och familjen vårtbitare. Inga underarter finns listade i Catalogue of Life.